# Касапа
Касапа (порт. Cláudio Caçapa, нар. 29 травня 1976, Лаврас) — бразильський футболіст, що грав на позиції захисника.
Виступав, зокрема, за «Ліон» у зіркові часи клубу на початку ХХІ століття, будучи тривалий час капітаном команди та вигравши низку національних трофеїв. Також грав за національну збірну Бразилії, у складі якої був учасником Кубка конфедерацій 2001 року.

## Клубна кар'єра
У дорослому футболі дебютував 1996 року виступами за команду клубу «Атлетіко Мінейру», в якій провів чотири сезони, взявши участь у 68 матчах чемпіонату і вигравши 1997 року Кубок КОНМЕБОЛ та Лігу Мінейро, а у 1999 році він отримав «Срібний м'яч» як найкращий захисник бразильської Серії А.
На початку 2001 року перейшов на правах оренди у французький «Ліон». Дебютував у Лізі 1 17 лютого 2001 року проти в грі «Тулузи» (1:1), а вже в травні забив гол у фіналі кубка французької ліги проти «Монако» (2:1), допомігши своїй команді здобути трофей. Після цього команда підписала повноцінний з гравцем, а 2002 року він став капітаном команди, перебуваючи у цьому статусі п'ять років, при цьому «Ліон» за цей період щороку незмінно виборював титул чемпіона Франції, а також здобув чотири Суперкубка країни. У жовтні 2006 року він став громадянином Франції після життя в країні понад 5 років. Його контракт з «Ліоном» закінчився влітку 2007 року і бразилець відмовився підписати нову угоду з клубом.
3 серпня 2007 року Касапа у статусі вільного агента підписав дворічний контракт з англійським «Ньюкасл Юнайтед». 18 серпня Касапа дебютував за «сорок», ставши тисячним гравцем, який представляв команду і офіційному матчі. Втім через часті травми у англійському клубі Касапа закріпитись так і не зміг. Свій останній матч за клуб провів у грудні 2008 року, не з'являючись жодного разу протягом першої половини 2009 року і 1 липня 2009 року покинув команду, коли його контракт закінчився.
Незабаром футболіст повернувся на батьківщину, де став гравцем «Крузейру», виступаючи у захисті разом із молодими Жонатаном та Жилом. За підсумками сезону 2009 року клуб зайняв 4 місце і кваліфікувався на наступний рік у Кубок Лібертадорес, в якому Касапа з командою став чвертьфіналістом змагання.
6 січня 2011 року Касапа покинув «Крузейру» і через кілька тижнів повернувся до Франції, підписавши контракт до кінця сезону із «Евіаном». Він допоміг клубу виграти Лігу 2 та вийти в Лігу 1, вперше за всю історію клубу. Втім у вищому дивізіоні бразилець не зіграв і по завершенні сезону відправився до Бразилії, де грав за «Аваї» до кінця року, після чого завершив професійну ігрову кар'єру і оголосив про відкриття футбольної школи під назвою «Арена Ліон» у своєму рідному місті Лаврас.

## Виступи за збірну
23 лютого 2000 року дебютував в офіційних матчах у складі національної збірної Бразилії в товариській грі проти Таїланду. Всього провів у формі головної команди країни 4 матчі, а також був у заявці на розіграш Кубка конфедерацій 2001 року в Японії і Південній Кореї, де бразильці стали четвертими, втім сам Касапа на поле не виходив.

## Тренерська кар'єра
У грудні 2013 року очолив юнацьку збірну Бразилії до 15 років, з якою працював до 27 лютого 2015 року.
У січні 2016 року він був призначений помічником Бруно Женезіо в «Ліоні» і став відповідати за захисників команди.

## Титули і досягнення
- Чемпіон Франції (6):

«Ліон»: 2001–02, 2002–03, 2003–04, 2004–05, 2005–06, 2006–07
- Володар Кубка французької ліги (1):

«Ліон»: 2000–01
- Володар Суперкубка Франції (5):

«Ліон»: 2002, 2003, 2004, 2005, 2006
- Чемпіон штату Мінас-Жерайс (1):

«Атлетіко Мінейро»: 1997
- Володар Кубка КОНМЕБОЛ (1):

«Атлетіко Мінейро»: 1997